# Дворец Жабуру
Дворец Жабу́ру (порт. Palácio do Jaburu) — официальная резиденция вице-президента Бразилии, расположенная в столице страны Бразилиа недалеко от дворца Алворада — резиденции президента.
Строительство дворца Жабуру было закончено в 1977 году, его первым хозяином стал Адалберту Перейра дус Сантус — вице-президент в правительстве Эрнесту Гайзела.
Дворец получил своё название от распространённой в этом регионе птицы ябиру (порт. jaburu).